# تجرگ
تجرگ یا تجرک روستایی در دهستان قائن بخش مرکزی شهرستان قائنات استان خراسان جنوبی ایران است. بر پایه سرشماری عمومی نفوس و مسکن در سال ۱۳۹۰ جمعیت این روستا ۶۱ نفر (در ۲۰ خانوار) بوده‌است.